# Vista Hermosa, Isla
Vista Hermosa är en ort i Mexiko.   Den ligger i kommunen Isla och delstaten Veracruz, i den sydöstra delen av landet, 400 km öster om huvudstaden Mexico City. Vista Hermosa ligger 19 meter över havet och antalet invånare är 127.
Terrängen runt Vista Hermosa är mycket platt. Runt Vista Hermosa är det ganska tätbefolkat, med 52 invånare per kvadratkilometer. Närmaste större samhälle är Tesechoacan, 16,6 km sydväst om Vista Hermosa. Trakten runt Vista Hermosa består till största delen av jordbruksmark.